# Вершинівка
Верши́нівка (Гогенфельд, Вершиніна, Глюпаски) — село в Україні, у Бойківській громаді Кальміуського району Донецької області. Населення становить 36 осіб.

## Загальні відомості
Відстань до центру громади становить близько 18 км і проходить переважно автошляхом Т 0508. Понад селом тече Балка Талівка.
Перебуває на території, яка тимчасово окупована російськими терористичними військами.

## Історія
Гогенфельд (Hohenfeld) до 1917 — село області Війська Донського, Таганрозький округ Олександрівської волості; у радянські часи — Сталінська область, Тельманівський (Остгаймський)/Старо-Каранський район. Лютеранське село, заснований у 1815 році. Мешканців: 157 (1915), 200 (1941).
7 (20) листопада 1917 року, відповідно до Третього Універсалу Української Центральної Ради, увійшло до складу Української Народної Республіки.

## Населення
| Рік  | Кількість мешканців |
| ---- | ------------------- |
| 1915 | 157                 |
| 1941 | 200                 |

За даними перепису 2001 року населення села становило 36 осіб, із них 83,33 % зазначили рідною мову українську та 16,67 % — російську.